# Апулеј
Apulei Madaurensis односно Апулеј (око 125. године н. е.) из Мадаура у Нумидији, био је латински прозни писац и ретор. Студирао је у Атини, а живео је као адвокат у Риму и Картагини. Познато дело му је Метаморфозе у 11 књига, доцније познато као Asinus Aureus или Златни магарац, једини римски роман који је сачуван у целини.

## Роман
Златни магарац је роман у којем су испричани доживљаји неког Луција који је отишао у Тесалију да се упути у магију, али је био претворен у магарца и после многих доживљаја поново добио људски лик. У роман је вешто уметнуто неколико приповедака - јонске новеле (fabulae Milesiae) сличне онима у Бокачовом Декамерону и Балзаковим Contes drolatiques - међу њима је и Приповетка о Амору и Психи, које је Луције чуо у разним приликама и за које су Апулеју као извор послужиле савремене му, сада изгубљене, збирке приповедака.

## Приповетка
Приповетку о Амору и Психи Апулеј је преузео из Сизениног превода Милетских прича грчког писца Аристида који је живео око 100. п. н. е. Оптужен због враџбина, које су онда биле у моди, Апулеј је написао Апологију (Одбрану). Приповетку о Амору и Психи превео је Р. Марић, а читаве Метаморфозе А. Вилхар.